# Гаске Франц Іванович
Франц Іванович Гаске (нар. 9 липня 1805, Марсель — пом. 3 листопада 1885, Ялта) — один з перших наставників школи російського виноробства.

## Біографія
Народився 9 липня 1805 року у Марселі. У 1834 році був запрошений до Російської імперії. У 1836—1865 роках — головний виноградар-винороб Магарацького дослідного закладу виноградарства і виноробства. Зачинатель технологічного вивчення сортів винограду і впровадження найцінніших з них (Рислінг, Піно чорний, Каберне, Алеатіко, Трамінер рожевий і інших) у виробництво. 
Залишив після себе описи багатьох сортів, які доповнив його учень і наступник А. П. Сербуленко. Основні роботи Гаске присвячені прийомам раціональної технології російських вин. Співавтор створення шляхом гібридизації перших російських сортів винограду — Мурведр Гуле, Нікітські перли, Мурведр Гаске і інших. Перший викладач науки про вино в Магарацькому казенному училищі виноробства.
Помер в Ялті 3 січня 1885 року.